# Полоска Дженнари
Полоска Дженнари — группа миелиновых аксонов, которые проходят параллельно поверхности коры головного мозга у края шпорной борозды в 4 клеточном слое в затылочной доле. Это макроскопически различимые пучки зрительной лучистости Грасьоле. Благодаря данному образованию первичная зрительная кора получила название стриарной («полосатой») коры. Наличие полоски Дженнари характерно для отряда приматов и человека в том числе. Структура названа в честь её первооткрывателя Франческо Дженнари, который впервые обнаружил её в 1776 году, будучи студентом-медиком Университета Пармы. Он описал её в книге, которую издал шесть лет спустя. Хотя не только у приматов определяется первичная зрительная кора, у прочих видов полоска Дженнари пока не обнаружена.